# Segimon Morey i Andreu
Segimon Morey i Andreu (Palma, Mallorca, 23 de setembre del 1794 - Manacor, Mallorca, 15 d'octubre del 1864) fou un militar espanyol.
Era el segon fill dels Senyors Jaime Morey i Pizà (de la família dels Morey de Sant Martí) capità de milícies provincials i Maria Andreu Odé de la Tour, ambdós considerats de noble ascendència. El 1807 va ingressar a l'Escola d'Artilleria, de Segòvia. Va lluitar contra els francesos a Conca, a Cadis i a Portugal on va ser capturat i dut a França (1812), d'on va poder fugir cap a Londres, llavors aliat dels espanyols.
Amb la derrota de Napoleó fou promocionat a coronel (1815). Fou nomenat governador del castell de Roses (1832-1839), governador d'Eivissa (1839-1840) i cap del quarter general de l'exèrcit de Catalunya.
És distingit en les bullangues de Barcelona i fou ascendit a general (1843).
En possessió de la Placa de San Hermenegildo, passa a la reserva l'any 1857 y torna definitivament a Mallorca fins a morir a l'edat de 70 anys (1864).